# ویکسینی
ویکسینی (唯心教) با عنوان گسترده کلیسای مقدس تنها قلب (唯心 聖教 Wéixīn Shèngjiào) یکی از فرقه‌های مذهبی عامیانه چین است که در تایوان در اواخر قرن ۲۰ به وجود آمد.